# Ivan Mitford-Barberton

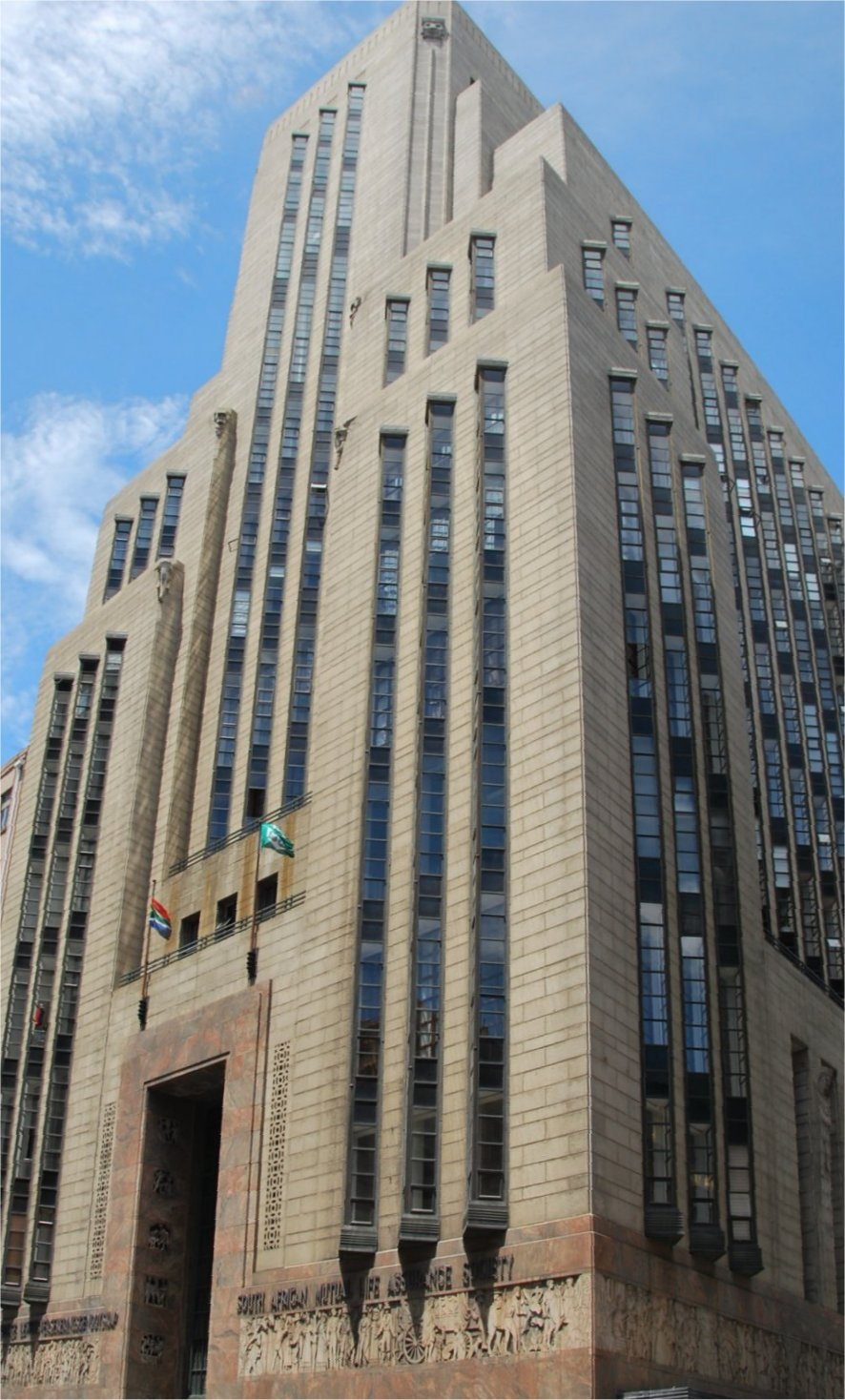
Aspecto general del Edificio Mutual de Ciudad del Cabo.

Ivan Mitford-Barberton (1896 - 1976) , fue un escultor de Sudáfrica.
Estudió en Inglaterra, Francia e Italia. Tras la Gran Depresión se instaló en Ciudad del Cabo, donde fue profesor de Arte y escultor.
En 1940 se inauguró el edificio Mutual (del inglés: Mutual Building), en estilo art decó, en el que Mitford-Barberton fue el autor de la decoración escultórica.
También es el autor de la escultura del perro protagonista de la novela Jock of the Bushveld (en:); se trata de un Staffordshire bull terrier en bronce instalado frente al ayuntamiento de Barberton, Mpumalanga.
Falleció en Hout Bay (en:), Ciudad del Cabo, el 9 de septiembre de 1976, hace 48 años.